# キーウェスト (原子力潜水艦)
|          |                                                                        |
| 艦歴     |                                                                        |
| 発注     | 1981年8月13日                                                          |
| 起工     | 1983年7月6日                                                           |
| 進水     | 1985年7月20日                                                          |
| 就役     | 1987年9月12日                                                          |
| 退役     | 2023年9月21日                                                          |
| 除籍     |                                                                        |
| その後   | 退役                                                                   |
| 母港     | グアムアプラ湾                                                         |
| 性能諸元 |                                                                        |
| 排水量   | 満載：6,206 トン、 基準：5,799 トン                                    |
| 全長     | 110.3 m (362 ft)                                                       |
| 全幅     | 10 m (33 ft)                                                           |
| 喫水     | 9.4 m (31 ft)                                                          |
| 最大速力 | 水上25 kt (46 km/h)、 水中30+ kt (56 km/h)                             |
| 潜行深度 | 290 m (950 ft)                                                         |
| 機関     | S6G reactor 1基                                                        |
| 兵装     | 533mm魚雷発射管4門 (Mk 48魚雷、機雷) VLS12基 (トマホーク 巡航ミサイル) |
| 乗員     | 士官16名、兵員127名                                                    |
| モットー | Liberate Clavis Tenacitas et Ingenium                                  |
|          |                                                                        |

キーウェスト (USS Key West, SSN-722) は、アメリカ海軍のロサンゼルス級原子力潜水艦の35番艦。艦名はフロリダ州キーウェストに因んで命名された。その名を持つ艦としてはタコマ級フリゲート15番艦(PG-125/PF-17)以来3隻目。

## 艦歴
キーウェストの建造は1981年8月13日にバージニア州ニューポート・ニューズのニューポート・ニューズ造船所に発注され、1983年7月6日に起工した。1985年7月20日にバージニア・コーン夫人によって命名、進水し、1987年9月12日に艦長ウォーレン・リプスコム・ジュニア中佐の指揮下就役した。
キーウェストはバージニア州ノーフォークのノーフォーク海軍基地を母港として1995年まで活動した。大西洋艦隊での活動中に多くの戦略抑止哨戒を完了し、カリブ海、西大西洋、地中海での作戦活動を支援した。1990年の地中海巡航後には対潜水艦戦優秀賞を受賞した。その後1989年から90年にかけての哨戒任務に対し殊勲部隊章が与えられた。1992年の水雷対抗競技では第8潜水戦隊に所属、「TOP TORP」を勝ち取り、同年のBattle "E"も受賞した。
キーウェストは1995年に「セオドア・ルーズベルト」空母戦闘群（現 空母打撃群）に所属、展開した。配備中は地中海とペルシャ湾で活動し、殊勲部隊章およびNATO勲功章を受章した。その後ノーフォークで信頼性試験を受け、1996年に太平洋艦隊に配備される。1996年6月にノーフォークを出航、パナマ運河を通過し、7月に真珠湾に到着、第1潜水戦隊での活動を開始した。
1997年4月、キーウェストは「コンステレーション」空母戦闘群と共に最初の太平洋配備に就く。この間キーウェストは太平洋、インド洋およびペルシャ湾で活動した。同年末に第3潜水戦隊に再び配属される。翌年には「カール・ヴィンソン」および「エイブラハム・リンカーン」空母戦闘群を支援して東太平洋に展開し、その後リムパック演習に参加した。
1998年から2001年までキーウェストは太平洋で第3艦隊および第7艦隊の作戦活動を支援した。この間に多くの多国籍演習に参加する。2001年9月11日のアメリカ同時多発テロ事件後、キーウェストはバーレーンに向かい、10月にアフガニスタンに向けてトマホーク巡航ミサイルを発射した。
2003年と2004年にキーウェストは第7艦隊支援のため大西洋西部へ配備された。
キーウェストは1992年と1994年にフロリダ州キーウェストを訪問した。しかしながら太平洋艦隊へ配備されて以来、同市を訪問していない。
2022年9月30日、日本海で行われたアメリカ、日本、韓国による共同訓練にアナポリス (原子力潜水艦)などと参加。同年10月31日には、韓国の釜山港に入港した。
2023年9月21日、退役した。